# Ronchois
Ronchois é uma comuna francesa na região administrativa da Normandia, no departamento de Sena Marítimo. Estende-se por uma área de 8,75 km². Em 2010 a comuna tinha 189 habitantes (densidade: 21,6 hab./km²).